# Chen Daofu
Chen Daofu (en xinès: 陈道复; en pinyin: Chén Chún) fou un poeta, pintor de paisatges i cal·lígraf durant la dinastia Ming que va néixer cap al 1483 a Changzhou, província de Jiangsu i va morir el 1544. També fou pintor de flors, destacant en el denominat estil "Qingteng Baiyang". Va estudiar amb Wen Zhengming.